# کمپانی مک‌فارلند
کمپانی مک‌فارلند (انگلیسی: McFarland & Company) یک شرکت‌ انتشاراتی کتاب واقع در کارولینای شمالی، ایالات متحده آمریکا است.